# Unità per la gestione delle vertenze
L'Unità per la gestione delle vertenze delle imprese in crisi è un organo della Struttura crisi d'impresa, inquadrata presso la Direzione generale per la politica industriale, la competitività e le piccole e medie imprese del Ministero dello sviluppo economico.

## Storia
Nasce nel 2008 per affrontare le situazioni di crisi delle imprese che operano in Italia con più di 200 addetti (talvolta sono comprese anche le piccole e media imprese (PMI), con l'obiettivo di salvaguardare l'occupazione svolgendo un ruolo di mediazione tra le parti interessate (sindacati, imprese, comunità locali ecc.).
Al 2014, le sette persone da cui è composta si occupano di 159 imprese, ovvero 155.000 lavoratori, prevalentemente impiegati nel settore automotive, chimico, tessile ed elettronico: 62 gli accordi raggiunti nel 2013. Hanno complessivamente svolto 393 incontri con le aziende.
Secondo una interessante ricerca di CISL, mediamente ogni anno gestisce 146 tavoli di crisi che riguardano 140.000 posti di lavoro; ultimamente, ha agito nel settore degli elettrodomestici, delle telecomunicazioni ed ICT e della siderurgia, con un miglioramento del comparto automotive e call center. La gestione di una vertenza richiede circa 28/30 mesi prima di giungere ad una soluzione, con picchi fino a 60 ed una recidiva del 50% nonostante la positiva risoluzione precedente della cause della crisi. Il tasso medio di risoluzione positiva nel periodo 2011-2017 è stato del 58%: si cerca di evitare, laddove possibile, il ricorso agli ammortizzatori sociali, promuovendo, invece, la salvaguardia dei livelli occupazionali. In particolare, si punta sempre di più su processi di reindustrializzazione e riconversione a lungo termine. Negli ultimi 4 anni, a fronte di 617.000 dipendenti a rischio licenziamento, 77.000 hanno trovato nuovo impiego con questa strategia.

## Obiettivo
Come riportato nel 3º Rapporto su La Gestione delle Crisi Aziendali, a cura di UGV, la funzione dell'Unità non è quella di surroga alle parti in causa per ricercare la soluzione al posto loro; tramite gli incontri condotti al MiSe, infatti, l'obiettivo è stimolare tutti gli stakeholder a svolgere il loro ruolo di portatori di interessi, richiamandoli e riportandoli al loro ruolo di rappresentanza da esercitare in prima persona poiché molto spesso delegato a consulenti esterni oppure decentrato a sottostrutture interne in omaggio ad ideali di democrazia diretta.

## Fonti
- Regione Lombardia (PDF) [collegamento interrotto], su attivitaproduttive.regione.lombardia.it.
- corriere.it [collegamento interrotto], su cinquantamila.corriere.it.